# Махмуд Тогрул-Карахан
Махмуд Тогрул-Карахан (д/н — 1074) — 4-й каган Східнокараханідського ханства у 1059/1062—1074 роках. Повне ім'я Нізам ад-Даула Махмуд Тогрул Кара-хан ібн Юсуф.

## Життєпис
Походив з гасанідської гілки династії Караханідів. Син великого кагана Юсуфа. Про молоді роки відомостей обмаль. Можливо у 1056 році отримав від брата — кагана Мухаммада міста Тараз і Шаш.
Між 1059 і 1062 роками після загибелі небіжа Ібрагіма I стає новим каганом. 1063 року відправив до сунського імператора Чжао Шу, встановивши тим самим дипломатичні відносини з Китаєм. Останній номінально вважав себе зверхником Східнокараханідського ханства.
1064 року уклав військовий союз з Алп-Арсланом, володарем Седжукидів. 1068 року затверджено кордон з Західнокараханідським ханством — річкою Сейхун.
Десь наприкінці 1060-х або на початку 1070-х проти нього повстав стриєчний брат Гасан ібн Сулейман. Боротьба тривала до самої смерті Махмуда 1074 року. Йому спадкував син Умар Тогрул-тегін.